# Mercedes de Acosta
Mercedes de Acosta (Nova York, 1 de març de 1893 - ibídem, 9 maig de 1968) fou una poetessa estatunidenca que, a més, va escriure obres de teatre i va dissenyar roba. Hom la coneix per les seves relacions romàntiques amb Greta Garbo, Tamara Karsàvina, Tallulah Bankhead, Marlene Dietrich, Alla Nazimova, Eva Le Gallienne, Isadora Duncan, Katharine Cornell, Maude Adams, Ona Munson ("Belle Watling" en la pel·lícula  Allò que el vent s'endugué) o Adele Astaire entre d'altres. En una ocasió va declarar que podia prendre-li qualsevol dona a un home (I can get any woman from a man.) Alice B. Toklas, una altra coneguda lesbiana, escrigué a Anita Loos:
| « | […] no pots desfer-te de Mercedes tan tranquil·lament -ha tingut a dues de les dones més importants dels Estats Units: Greta Garbo i Marlene Dietrich. | » |

## Primers anys
El seu pare, Ricardo de Acosta, era un cubà fill d'asturians que havia emigrat als Estats Units i la seva mare, l'andalusa Micaela Hernández de Alba i de Alba, era descendent dels Ducs d'Alba. Mercedes va néixer a Nova York el 1893. Va tenir diversos germans: Aída, Ricardo Jr, Angela, Maria i Rita. Aquesta última es convertiria en una model famosa, de nom artístic Rita Lydig.
Mercedes de Acosta es va casar amb Abram Poole (1882 - 1961), un pintor de renom, l'any 1920 i va divorciar-se el 1935. Va ser un matrimoni de conveniència per mantenir les aparences, atès que tant ell com ella eren homosexuals. Es van divorciar el 1935.

## Vida privada
Malgrat el seu talent en el terreny professional, sens dubte fou la seva vida privada la que va fer a Mercedes famosa en els cercles de Hollywood. Va mantenir diverses relacions amb dones l'elit de Hollywood i, per bé que el lesbianisme i la bisexualitat en els primers anys de Hollywood eren comuns, ella va ser una de les poques persones que no va intentar ocultar la seva sexualitat.
En 1916 va tenir una aventura amb l'actriu Alla Nazimova, i poc després una altra amb la jove Tallulah Bankhead, també actriu. Més tard va tenir una relació amb la ballarina Isadora Duncan. Poc després de casar-se amb Abram Poole en 1920, de Acosta es va implicar en una turbulenta relació que va durar cinc anys amb l'actriu Eva Le Gallienne. Les dues dones viatjaven i se n'anaven de vacances juntes amb molta freqüència, i de vegades visitaven la famosa escriptora Natalie Barney a Europa.De Acosta va escriure dues obres de teatre per a Eva en aquella època, Sandro Botticelli i Jehanne d'Arc. Cap de les dues va tenir massa èxit, i la combinació del fracàs financer de les obres i del caràcter possessiu i gelós de Mercedes van fer que l'aventura arribés a la seva fi.
Durant la següent dècada Mercedes va arribar a tenir una multitud de companyes, la majoria de les quals eren joves promeses o velles glòries, incloent la suposada promesa de Rodolfo Valentino, Pola Negri, l'escriptora Edith Wharton, l'escriptora i actriu de teatre Katharine Cornell, Dorothy ("Dickie") Fellowes-Gordon o l'escriptora Amy Lowell.
De Acosta va tenir una relació amb la ballarina casada russa Tamara Karsàvina al llarg de la seva vida, després que ambdues es trobessin per primer cop el 1920. Les dues van ser alhora amigues i amants, i Karsàvina va ser una de les poques persones que va continuar sent amiga de Mercedes després de la publicació de la polèmica autobiografia de De Acosta, en la qual s'exposaven públicament moltes de les relacions que va mantenir.

## Relació amb Greta Garbo

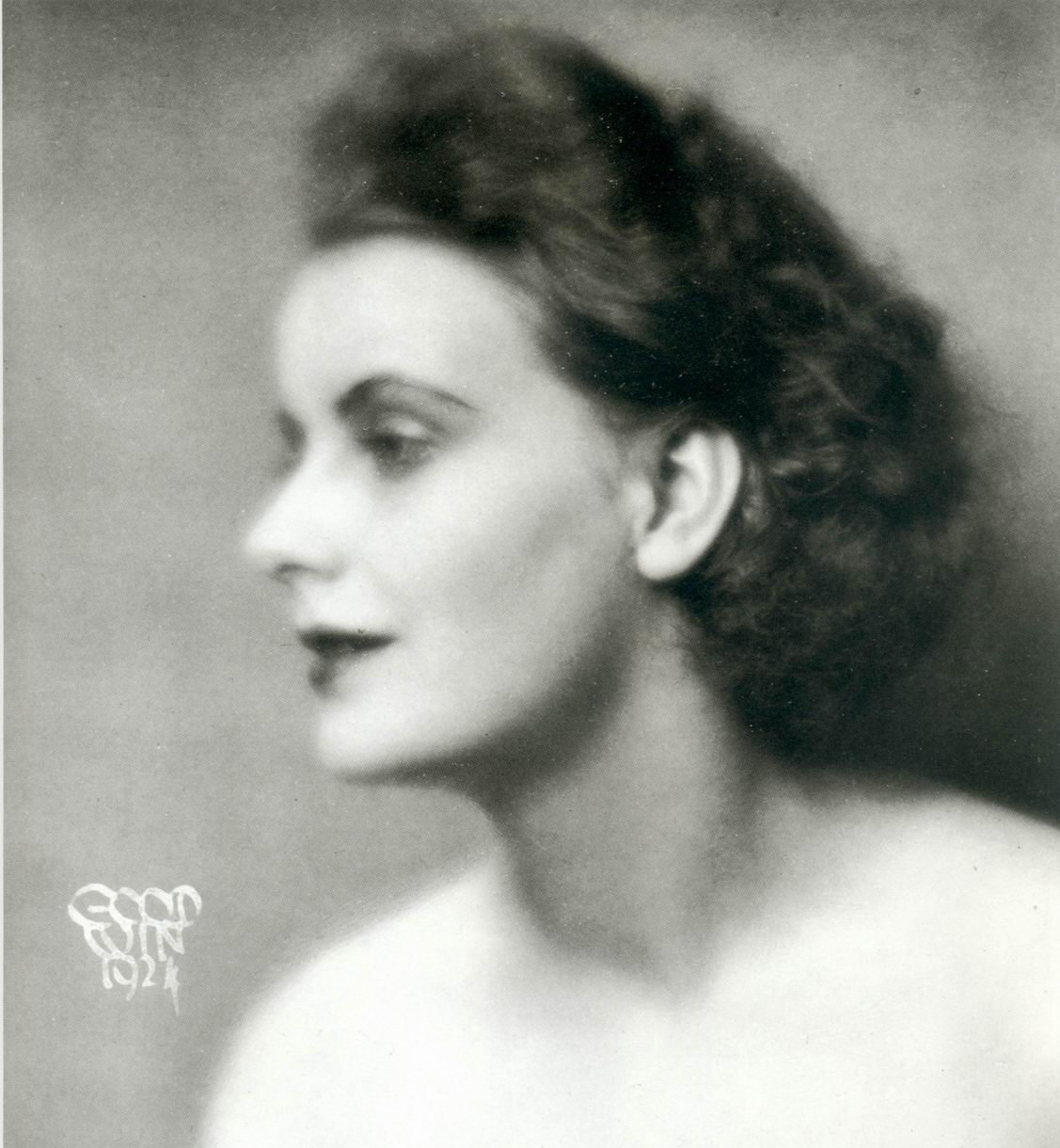
Greta Garbo el 1924.

El 1931 Greta Garbo i va iniciar una relació amb ella. L'amant d'aleshores de De Acosta, l'escriptora Salka Viertel, va ser qui les va presentar. Sobre la seva amistat, Cecil Beaton, que coneixia de prop ambdues dones, va registrar en la seva memòria de 1958: "Mercedes és la millor amiga de [Garbo] i durant 30 anys s'ha quedat amb ella, disposada a dedicar-li la seva vida".
És dubtós que Garbo compartís aquests sentiments. Ambdues estaven molt a prop de manera esporàdica i després se separaven durant llargs períodes quan Garbo, molesta pel comportament obsessiu de Mercedes, juntament amb les seves pròpies neurosis, la ignorava. Tot es feia segons la voluntat de Garbo. En 1944 Garbo va acabar la intermitent relació que mantenien. Va insistir que de Acosta deixés de enviar-li els seus poemes i cartes d'amor. L'últim poema d'amor conegut de Mercedes adreçat a Garbo és d'aquest any. Pel que se sap, de Acosta va continuar enamorada de Garbo fins a la fi dels seus dies.

## Viatges a l'Índia
A la dècada del 1930 Mercedes es va interessar per l'espiritualitat oriental gràcies a una de les seves conegudes, la princesa Norina Matchabelli. Norina era seguidora del místic indi Meher Baba. Durant molts anys de Acosta va estar captivada per Meher Baba i passava temps en la seva companyia quan l'indi visitava Hollywood. De fet, Meher Baba va esmentar l'afecte de De Acosta per Greta Garbo, tot dient que havien estat casades en una vida prèvia (de Garbo, Meher Baba va dir que era l'actriu més espiritual de Hollywood en aquesta època). De Acosta també va ser a l'Índia per trobar-se amb Meher Baba. No obstant això, amb el pas dels anys anys va anar perdent interès per ell, fins que a la dècada del 1950 el va veure per última vegada.D'acord amb les seves memòries publicades, Here Lies the Heart (Aquí jeu el cor), Mercedes també va tenir una trobada amb Ramana Maharshi, que segons sembla la va deixar més impressionada que no pas Baba.

## Vida posterior, polèmica autobiografia i mort
El 1960, quan de Acosta estava greument malalta amb un tumor cerebral i necessitava diners, va publicar les seves memòries, Here Lies the Heart. El llibre va ser ben rebut pels crítics i molts amics íntims van elogiar-lo.
Però la seva homosexualitat implícita va donar lloc al trencament de diverses amistats amb dones que consideraven que havia traït la seva confiança, entre elles Garbo. Eva Le Gallienne en particular, estava furiosa, i denuncià de Acosta tot afirmant que inventà les històries per a obtenir fama. Aquesta caracterització és inexacta, ja que molts dels seus afers i relacions amb dones, incloent-hi Le Gallienne, es confirmen amb la correspondència personal. L'excepció va ser Marlene Dietrich, que va continuar mantenint correspondència amb ella i a qui li va encantar el llibre. Segons la crítica Patricia White, "Si ella desitjava que la veiessin, Mercedes de Acosta tenia més cura amb el que deia del que se li atribueix. Va escriure una memòria name-dropping, però per algun motiu, amb prou feines al·ludeix a l'homosexualitat". En qualsevol cas, va guanyar una reputació que no va ser apreciada per tothom. Però com Alice B. Toklas, amant de Gertrude Stein i amiga durant molt de temps de De Acosta, va escriure a un crític desfavorable, "Tu diràs el que vulguis sobre Mercedes, però ha estat una de les dones més importants del segle XX".
De Acosta va morir a l'edat de 75 anys en la pobresa i va ser enterrada al Cementiri Trinity a Washington Heights, Nova York.

## Llegat
A de Acosta se la descriu generalment de forma despectiva despectivament, descartada com una "lesbiana notòria" que va ser una molèstia deshonesta per a les seves amants i que constantment "assetjava" Garbo. Els biògrafs de Garbo, per exemple, avaluen la seva relació des de la perspectiva de Garbo en què Garbo és fonamentalment culpable en la seva difícil relació, víctima perpètua del suposat comportament irònic de De Acosta. Però Robert A. Schanke, recent biògraf de De Acosta, intenta, sobre la base d'una àmplia investigació, proporcionar una imatge precisa d'ella. Fou, reconeix Schanke, defectuosa i imperfecta, una dona complexa que va deteriorar diverses de les seves relacions i no va aconseguir les seves aspiracions professionals i romàntiques., però alhora la descriu com una persona excepcionalment jovial, intel·ligent i dinàmica que tenia molts amics fidels. Era, segons ell, una valenta lesbiana de la seva època i una persona d'integritat que es va mantenir amable i fidel a la majoria de tots aquells amb qui es amb qui es va topar al llarg de la seva vida. Suggereix que les nombroses representacions denigrades d'ella poden derivar de la profunda homofòbia de la seva generació.
Ha estat acusada de fabricar incidents en les seves memòries i entortolligar-los amb mitges veritats i fantasies. Ella mateixa va confessar: "Puc haver comès errors en algunes dates o incidents menors, però ... Crec que he mantingut l'esperit de la meva declaració si més no a la lletra". No obstant això, Karen Swenson, una biògrafa de Garbo, i Schanke van identificar i corregir errors significatius en el relat de De Acosta. Tot i que les memòries inicialment no van tenir èxit, van ser redescoberta a la fi dels anys 60 i àmpliament llegides a la comunitat gai clandestina. Malgrat les seves inexactituds, ara es reconeix com una contribució important a la història gai i lesbiana.
El seu treball poètic consisteix principalment de tres llibres publicats durant la seva vida: Moods (poemes en prosa) (1919), Archways of Life (1921), i Streets and Shadows (1922).

## Poema "Soiled hands / Mans brutes"
| «                                     | (anglès) After everyone had left, It was always so wonderful sitting in the dark theatre with you. There was a mystery about it, As though the echo of many plays Still lingered in the folds of the curtain, While phantom figures crouched low in the chairs, Beating applause with vapor hands. Do you remember how we always sat silently? I would shut my eyes to feel your closeness nearer. Then slowly and like a ritual I would take your hand, And you would laugh a little and say, "My hands are awfully sticky"—or "I can't seem to keep my hands clean in this theatre." As if that mattered … as if that mattered … | (català) Després que tothom hagués marxat Era sempre tan meravellós seure amb tu al teatre a les fosques. Hi havia un misteri al respecte, Com si el ressò de moltes obres Encara romangués als plecs del teló, Mentre figures fantasmals s'arraulien a les cadires, Fent ressonar aplaudiments amb mans vaporoses. Recordes com sempre sèiem en silenci? Aclucava els ulls per sentir la teva proximitat propera. Llavors lentament i com un ritual T'agafava la mà, I tu reies una mica i deies, "Tinc les mans molt enganxoses" -o "Em sembla que no puc mantenir les mans netes en aquest teatre." Com si això fos important ... com si això fos important... | » |
| — Mercedes de Acosta, Through Windows | | |   |